# Laranjal do Partido Social Liberal
O Laranjal do Partido Social Liberal (PSL) é um esquema de corrupção envolvendo candidaturas de fachada no partido que originou uma crise política no segundo mês do Governo Bolsonaro. Em fevereiro de 2019 a Polícia Federal abriu inquérito para investigar candidaturas laranja do PSL em Minas Gerais e em Pernambuco.

## Denúncias

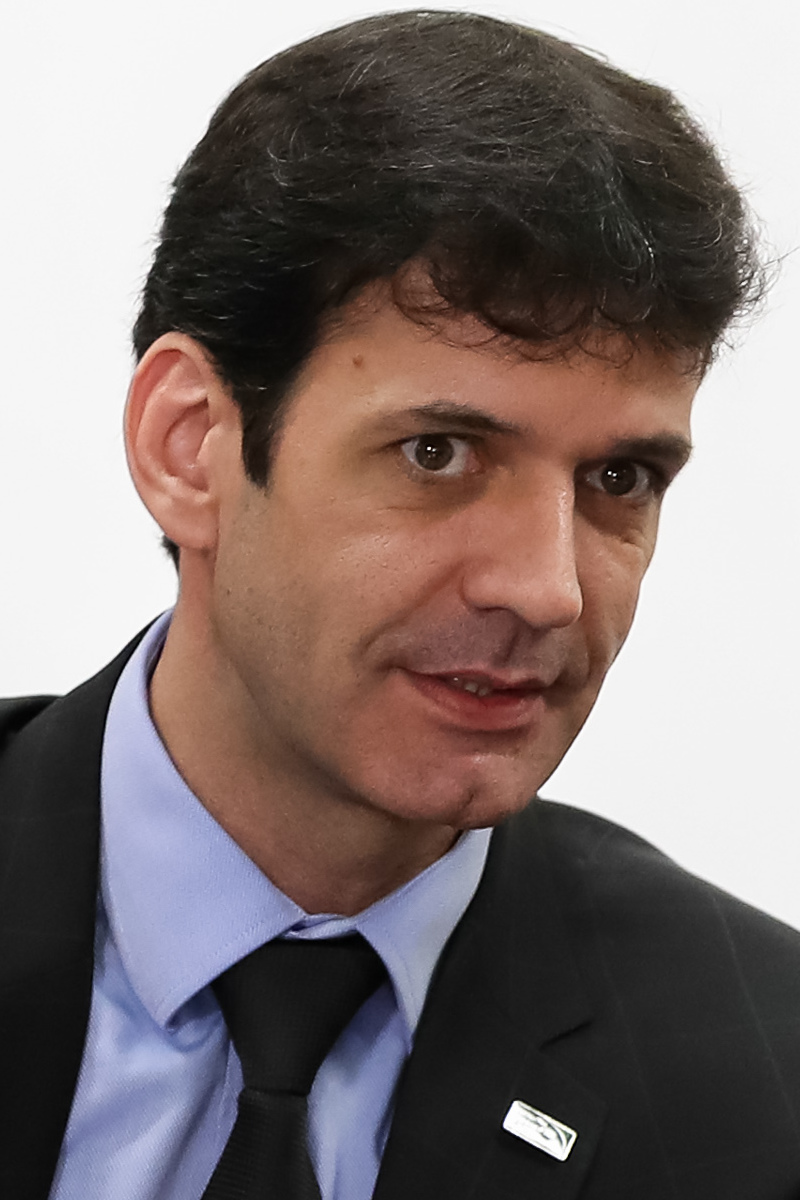
Marcelo Álvaro Antônio, ministro do Turismo, acusado de patrocinar esquema de candidaturas laranjas em Minas Gerais.

A primeira revelação, feita no dia 4 de fevereiro de 2019 pela Folha de S.Paulo, era de que o ministro do Turismo, Marcelo Álvaro Antônio (PSL-MG), durante a campanha eleitoral do ano anterior enquanto ainda era presidente da sigla em Minas Gerais, patrocinou um esquema de candidaturas laranjas, no estado de Minas, para desvio de verba pública, destinada ao partido, que fazia uso da legislação sobre cota de gênero, que prevê que ao menos 30% das candidaturas e do fundo partidário devem ser destinadas exclusivamente a mulheres. Marcelo selecionou quatro candidatas que receberam a soma de R$ 279 mil para suas campanhas e mais uma quinta que recebeu R$ 60 mil, valores que mais tarde seriam destinados às empresas de seus assessores e consultores de gabinete Mateus Von Rondon (Mateus Von Rondon Martins Editora Gráfica LTDA), Reginaldo Soares (I9 Minas Assessoria e Comunicação, I9 Pesquisas e Comunicação, HP Sign Sinalização Computadorizada) e mais outras duas empresas.
As candidatas eram Cleuzenir Barbosa, Lilian Bernardino, Milla Fernandes, Débora Gomes e Naftali Tamar, cuja somatória dos votos final da eleição foi de 4171. A candidata a deputada estadual Cleuzenir Barbosa confirmou em depoimento o esquema alegando ter sido coagida por assessores de Marcelo a devolver R$ 50 mil dos R$ 60 mil que recebeu, e que ele sabia da operação. Em entrevista, chamou os integrantes do partido de "quadrilha de bandidos" e alegou que só percebeu que tratava-se de um esquema de desvio depois de o dinheiro cair em sua conta e descobrir que só teria acesso à R$ 10 mil do montante. A informação também foi confirmada pelo advogado Leonardo Aureliano Monteiro de Andrade e os contadores Gustavo Henrique Nascimento e Danilo Jomaso Vaz que assinaram a prestação de contas junto à Justiça Eleitoral.
A segunda revelação, publicada pelo mesmo jornal dia 10 de fevereiro, foi de que o grupo do atual presidente nacional da sigla, Luciano Bivar (PSL-PE), eleito segundo vice-presidente da câmara dos deputados, também criou uma candidata laranja que recebeu do partido sozinha o valor de R$ 400 mil. Ela preencheu a vaga a quatro dias da eleição e foi a terceira a mais receber dinheiro do partido em todo o país, e 95% do valor declarado de sua campanha aponta para confecção de 9 milhões de santinhos, 1,7 milhão de adesivos em uma gráfica inativa e 4 panfleteiros.

## Queda de Gustavo Bebianno

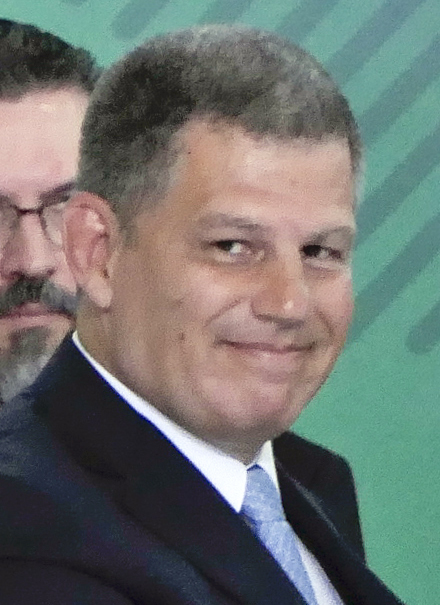
Gustavo Bebianno, ex-ministro da Secretaria-Geral da presidência, exonerado após a repercussão do caso.

Alegou-se que a verba das candidaturas de fachada foi liberada por Gustavo Bebianno, ministro da Secretaria-Geral da presidência, que na época era presidente nacional do partido, colocando-o no centro da crise.
Bebianno disse que havia conversado com Bolsonaro sobre o assunto três vezes enquanto o mesmo estava internado no hospital Albert Einstein, em São Paulo, para a retirada da bolsa de colostomia e religada imediata do intestino. Mas Carlos Bolsonaro, seu filho, veio a público numa rede social e desmentiu Bebianno, chamando-o de "mentiroso". Bebianno sustentou sua posição e disse à imprensa que não iria se demitir do cargo. Outros ministros, nos bastidores como Onyx Lorenzoni e Augusto Heleno, defenderam Bebianno e trabalharam para sua permanência. Bebianno conversou a portas fechadas com Jair Bolsonaro e declarou que havia perdido a confiança no presidente, por este estar usando seus filhos em manobras políticas.
Essa situação levou o ministro a ser exonerado pelo presidente Bolsonaro dia 18 de fevereiro, e substituído pelo General de Divisão Floriano Peixoto Vieira Neto, sendo essa a primeira queda de ministro em seu governo. No dia seguinte, 19 de fevereiro, áudios de conversa entre Bolsonaro e Bebianno divulgados pela revista Veja confrontam a alegação do presidente que dizia não ter falado naquele dia com o então auxiliar. Dia 22 de fevereiro a juíza Grace Maia, de Brasília, negou pedido de liminar feito por Álvaro Antônio para censurar 13 reportagens sobre seu envolvimento no caso e dia 26 o ministro do STF Luis Fux negou o pedido de Marcelo Álvaro Antônio de que as investigações sobre as candidaturas laranjas que o envolvem passassem a tramitar no Supremo Tribunal. Em 7 de março veio a público uma nova denuncia de candidatura laranja, dessa vez implicando diretamente Marcelo Antônio, denunciada formalmente ao TRE-MG ainda em setembro pela candidata Zuleide Oliveira, afirmando que em conversa Marcelo disse "você assina a documentação (...) pra vir o fundo partidário pra você. (...) E eu repasso a você R$ 60 mil, e você tem que repassar pra gente R$ 45 mil. Você vai ficar com R$ 15 mil para sua campanha. E o material é tudo por nossa conta, é R$ 80 mil em materiais".